# Tournoi de Londres de rugby à sept 2002
Navigation
2001 2003
Le Tournoi de Londres de rugby à sept 2002 (anglais : England rugby sevens 2002) est la 10e et avant-dernière étape de la saison 2001-2002 du IRB Sevens World Series. Elle se déroule les 8 et 9 juin 2002 au Stade de Twickenham à Londres, en Angleterre.
La victoire finale revient à l'équipe de Nouvelle-Zélande, battant en finale l'équipe d'Afrique du Sud sur le score de 54 à 14.

## Équipes participantes
Seize équipes participent au tournoi :
- Afrique du Sud
- Angleterre
- Argentine
- Australie
- Canada
- Espagne
- Fidji
- France
- Pays de Galles
- Géorgie
- Irlande
- Nouvelle-Zélande
- Portugal
- Russie
- Samoa
- Écosse

## Phase de poules

### Poule A
| Rang | Pays             | J | V | N | D | Pm  | Pe | Diff | Pts |
| ---- | ---------------- | - | - | - | - | --- | -- | ---- | --- |
| 1    | Nouvelle-Zélande | 3 | 3 | 0 | 0 | 123 | 12 | +111 | 9   |
| 2    | Australie        | 3 | 2 | 0 | 1 | 53  | 43 | +10  | 7   |
| 3    | Portugal         | 3 | 1 | 0 | 2 | 15  | 83 | -68  | 5   |
| 4    | Géorgie          | 3 | 0 | 0 | 3 | 21  | 74 | -53  | 3   |

|  | Nouvelle-Zélande | 31 - 5 | Australie | Stade de Twickenham, Londres |
|  |                  |        |           | Stade de Twickenham, Londres |
|  |                  |        |           | Stade de Twickenham, Londres |

|  | Portugal | 10 - 7 | Géorgie | Stade de Twickenham, Londres |
|  |          |        |         | Stade de Twickenham, Londres |
|  |          |        |         | Stade de Twickenham, Londres |

|  | Australie | 24 - 7 | Géorgie | Stade de Twickenham, Londres |
|  |           |        |         | Stade de Twickenham, Londres |
|  |           |        |         | Stade de Twickenham, Londres |

|  | Nouvelle-Zélande | 52 - 0 | Portugal | Stade de Twickenham, Londres |
|  |                  |        |          | Stade de Twickenham, Londres |
|  |                  |        |          | Stade de Twickenham, Londres |

|  | Australie | 24 - 5 | Portugal | Stade de Twickenham, Londres |
|  |           |        |          | Stade de Twickenham, Londres |
|  |           |        |          | Stade de Twickenham, Londres |

|  | Nouvelle-Zélande | 40 - 7 | Géorgie | Stade de Twickenham, Londres |
|  |                  |        |         | Stade de Twickenham, Londres |
|  |                  |        |         | Stade de Twickenham, Londres |

### Poule B
| Rang | Pays       | J | V | N | D | Pm  | Pe  | Diff | Pts |
| ---- | ---------- | - | - | - | - | --- | --- | ---- | --- |
| 1    | Angleterre | 3 | 3 | 0 | 0 | 101 | 14  | +87  | 9   |
| 2    | Samoa      | 3 | 2 | 0 | 1 | 62  | 44  | +18  | 7   |
| 3    | Canada     | 3 | 1 | 0 | 2 | 36  | 57  | -21  | 5   |
| 4    | Espagne    | 3 | 0 | 0 | 3 | 19  | 103 | -84  | 3   |

|  | Canada | 24 - 0 | Espagne | Stade de Twickenham, Londres |
|  |        |        |         | Stade de Twickenham, Londres |
|  |        |        |         | Stade de Twickenham, Londres |

|  | Angleterre | 27 - 0 | Samoa | Stade de Twickenham, Londres |
|  |            |        |       | Stade de Twickenham, Londres |
|  |            |        |       | Stade de Twickenham, Londres |

|  | Samoa | 17 - 12 | Canada | Stade de Twickenham, Londres |
|  |       |         |        | Stade de Twickenham, Londres |
|  |       |         |        | Stade de Twickenham, Londres |

|  | Angleterre | 34 - 14 | Espagne | Stade de Twickenham, Londres |
|  |            |         |         | Stade de Twickenham, Londres |
|  |            |         |         | Stade de Twickenham, Londres |

|  | Samoa | 45 - 5 | Espagne | Stade de Twickenham, Londres |
|  |       |        |         | Stade de Twickenham, Londres |
|  |       |        |         | Stade de Twickenham, Londres |

|  | Angleterre | 40 - 0 | Canada | Stade de Twickenham, Londres |
|  |            |        |        | Stade de Twickenham, Londres |
|  |            |        |        | Stade de Twickenham, Londres |

### Poule C
| Rang | Pays           | J | V | N | D | Pm | Pe | Diff | Pts |
| ---- | -------------- | - | - | - | - | -- | -- | ---- | --- |
| 1    | Afrique du Sud | 3 | 3 | 0 | 0 | 83 | 33 | +50  | 9   |
| 2    | Argentine      | 3 | 2 | 0 | 1 | 36 | 54 | -18  | 7   |
| 3    | Irlande        | 3 | 1 | 0 | 2 | 36 | 55 | -19  | 5   |
| 4    | France         | 3 | 0 | 0 | 3 | 36 | 49 | -13  | 3   |

|  | Afrique du Sud | 42 - 7 | Argentine | Stade de Twickenham, Londres |
|  |                |        |           | Stade de Twickenham, Londres |
|  |                |        |           | Stade de Twickenham, Londres |

|  | Irlande | 19 - 15 | France | Stade de Twickenham, Londres |
|  |         |         |        | Stade de Twickenham, Londres |
|  |         |         |        | Stade de Twickenham, Londres |

|  | Argentine | 10 - 7 | France | Stade de Twickenham, Londres |
|  |           |        |        | Stade de Twickenham, Londres |
|  |           |        |        | Stade de Twickenham, Londres |

|  | Afrique du Sud | 21 - 12 | Irlande | Stade de Twickenham, Londres |
|  |                |         |         | Stade de Twickenham, Londres |
|  |                |         |         | Stade de Twickenham, Londres |

|  | Argentine | 19 - 5 | Irlande | Stade de Twickenham, Londres |
|  |           |        |         | Stade de Twickenham, Londres |
|  |           |        |         | Stade de Twickenham, Londres |

|  | Afrique du Sud | 20 - 14 | France | Stade de Twickenham, Londres |
|  |                |         |        | Stade de Twickenham, Londres |
|  |                |         |        | Stade de Twickenham, Londres |

### Poule D
| Rang | Pays           | J | V | N | D | Pm | Pe | Diff | Pts |
| ---- | -------------- | - | - | - | - | -- | -- | ---- | --- |
| 1    | Pays de Galles | 3 | 3 | 0 | 0 | 96 | 45 | +51  | 9   |
| 2    | Fidji          | 3 | 2 | 0 | 1 | 72 | 52 | +20  | 7   |
| 3    | Écosse         | 3 | 1 | 0 | 2 | 55 | 67 | -12  | 5   |
| 4    | Russie         | 3 | 0 | 0 | 3 | 17 | 76 | -59  | 3   |

|  | Pays de Galles | 28 - 26 | Fidji | Stade de Twickenham, Londres |
|  |                |         |       | Stade de Twickenham, Londres |
|  |                |         |       | Stade de Twickenham, Londres |

|  | Écosse | 24 - 5 | Russie | Stade de Twickenham, Londres |
|  |        |        |        | Stade de Twickenham, Londres |
|  |        |        |        | Stade de Twickenham, Londres |

|  | Pays de Galles | 40 - 12 | Écosse | Stade de Twickenham, Londres |
|  |                |         |        | Stade de Twickenham, Londres |
|  |                |         |        | Stade de Twickenham, Londres |

|  | Fidji | 24 - 5 | Russie | Stade de Twickenham, Londres |
|  |       |        |        | Stade de Twickenham, Londres |
|  |       |        |        | Stade de Twickenham, Londres |

|  | Pays de Galles | 28 - 7 | Russie | Stade de Twickenham, Londres |
|  |                |        |        | Stade de Twickenham, Londres |
|  |                |        |        | Stade de Twickenham, Londres |

|  | Fidji | 22 - 19 | Écosse | Stade de Twickenham, Londres |
|  |       |         |        | Stade de Twickenham, Londres |
|  |       |         |        | Stade de Twickenham, Londres |

## Phase finale
Résultats de la phase finale

### Tournois principaux

#### Cup
|  | Quarts de finale | Quarts de finale |                  |    | Demi-finales | Demi-finales |  |  | Finale | Finale |
|  | Quarts de finale | Quarts de finale |                  |    | Demi-finales | Demi-finales |  |  | Finale | Finale |
|  |                  |                  |                  |    |              |              |  |  |        |        |
|  |                  |                  |                  |    |              |              |  |  |        |        |
|  |                  |                  |                  |    |              |              |  |  |        |        |
|  | Nouvelle-Zélande | 14               |                  |    |              |              |  |  |        |        |
|  | Nouvelle-Zélande | 14               |                  |    |              |              |  |  |        |        |
|  | Samoa            | 7                |                  |    |              |              |  |  |        |        |
|  | Samoa            | 7                | Nouvelle-Zélande | 29 |              |              |  |  |        |        |
|  |                  |                  | Nouvelle-Zélande | 29 |              |              |  |  |        |        |
|  |                  | Pays de Galles   | 0                |    |              |              |  |  |        |        |
|  | Pays de Galles   | Pays de Galles   | 0                | 19 |              |              |  |  |        |        |
|  | Pays de Galles   |                  |                  | 19 |              |              |  |  |        |        |
|  | Argentine        | 10               |                  |    |              |              |  |  |        |        |
|  | Argentine        | 10               | Nouvelle-Zélande | 54 |              |              |  |  |        |        |
|  |                  |                  | Nouvelle-Zélande | 54 |              |              |  |  |        |        |
|  |                  | Afrique du Sud   | 14               |    |              |              |  |  |        |        |
|  | Afrique du Sud   | Afrique du Sud   | 14               | 24 |              |              |  |  |        |        |
|  | Afrique du Sud   |                  |                  | 24 |              |              |  |  |        |        |
|  | Fidji            | 19               |                  |    |              |              |  |  |        |        |
|  | Fidji            | 19               | Afrique du Sud   | 26 |              |              |  |  |        |        |
|  |                  |                  | Afrique du Sud   | 26 |              |              |  |  |        |        |
|  |                  | Angleterre       | 12               |    |              |              |  |  |        |        |
|  | Angleterre       | Angleterre       | 12               | 26 |              |              |  |  |        |        |
|  | Angleterre       |                  |                  | 26 |              |              |  |  |        |        |
|  | Australie        | 14               |                  |    |              |              |  |  |        |        |
|  | Australie        | 14               |                  |    |              |              |  |  |        |        |

#### Bowl
|  | Quarts de finale | Quarts de finale |        |    | Demi-finales | Demi-finales |  |  | Finale | Finale |
|  | Quarts de finale | Quarts de finale |        |    | Demi-finales | Demi-finales |  |  | Finale | Finale |
|  |                  |                  |        |    |              |              |  |  |        |        |
|  |                  |                  |        |    |              |              |  |  |        |        |
|  |                  |                  |        |    |              |              |  |  |        |        |
|  | France           | 26               |        |    |              |              |  |  |        |        |
|  | France           | 26               |        |    |              |              |  |  |        |        |
|  | Écosse           | 7                |        |    |              |              |  |  |        |        |
|  | Écosse           | 7                | France | 38 |              |              |  |  |        |        |
|  |                  |                  | France | 38 |              |              |  |  |        |        |
|  |                  | Portugal         | 0      |    |              |              |  |  |        |        |
|  | Portugal         | Portugal         | 0      | 17 |              |              |  |  |        |        |
|  | Portugal         |                  |        | 17 |              |              |  |  |        |        |
|  | Espagne          | 10               |        |    |              |              |  |  |        |        |
|  | Espagne          | 10               | France | 22 |              |              |  |  |        |        |
|  |                  |                  | France | 22 |              |              |  |  |        |        |
|  |                  | Canada           | 19     |    |              |              |  |  |        |        |
|  | Canada           | Canada           | 19     | 26 |              |              |  |  |        |        |
|  | Canada           |                  |        | 26 |              |              |  |  |        |        |
|  | Géorgie          | 22               |        |    |              |              |  |  |        |        |
|  | Géorgie          | 22               | Canada | 22 |              |              |  |  |        |        |
|  |                  |                  | Canada | 22 |              |              |  |  |        |        |
|  |                  | Russie           | 17     |    |              |              |  |  |        |        |
|  | Russie           | Russie           | 17     | 19 |              |              |  |  |        |        |
|  | Russie           |                  |        | 19 |              |              |  |  |        |        |
|  | Irlande          | 14               |        |    |              |              |  |  |        |        |
|  | Irlande          | 14               |        |    |              |              |  |  |        |        |

### Matchs de classement

#### Plate
|  | Demi-finales | Demi-finales |           |    | Finale | Finale |
|  | Demi-finales | Demi-finales |           |    | Finale | Finale |
|  |              |              |           |    |        |        |
|  |              |              |           |    |        |        |
|  |              |              |           |    |        |        |
|  | Australie    | 24           |           |    |        |        |
|  | Australie    | 24           |           |    |        |        |
|  | Fidji        | 14           |           |    |        |        |
|  | Fidji        | 14           | Australie | 45 |        |        |
|  |              |              | Australie | 45 |        |        |
|  |              | Samoa        | 14        |    |        |        |
|  | Samoa        | Samoa        | 14        | 17 |        |        |
|  | Samoa        |              |           | 17 |        |        |
|  | Argentine    | 15           |           |    |        |        |
|  | Argentine    | 15           |           |    |        |        |

#### Shield
|  | Demi-finales | Demi-finales |         |    | Finale | Finale |
|  | Demi-finales | Demi-finales |         |    | Finale | Finale |
|  |              |              |         |    |        |        |
|  |              |              |         |    |        |        |
|  |              |              |         |    |        |        |
|  | Géorgie      | 12           |         |    |        |        |
|  | Géorgie      | 12           |         |    |        |        |
|  | Irlande      | 7            |         |    |        |        |
|  | Irlande      | 7            | Géorgie | 20 |        |        |
|  |              |              | Géorgie | 20 |        |        |
|  |              | Écosse       | 14      |    |        |        |
|  | Écosse       | Écosse       | 14      | 28 |        |        |
|  | Écosse       |              |         | 28 |        |        |
|  | Espagne      | 12           |         |    |        |        |
|  | Espagne      | 12           |         |    |        |        |

## Bilan
Statistiques sportives 
- Meilleur marqueur du tournoi :  Joe Rokocoko (8 essais)
- Meilleur réalisateur du tournoi :  Amasio Raoma /  Gaffie du Toit (60 points)

Affluences